# Gran Premio Costa degli Etruschi 2010
Il Gran Premio Costa degli Etruschi 2010, quindicesima edizione della corsa e valida come evento dell'UCI Europe Tour 2010 categoria 1.1, fu disputato il 6 febbraio 2010, su un percorso di 193 km. Fu vinta dall'italiano Alessandro Petacchi, al traguardo con il tempo di 4h53'00".
Al traguardo di Donoratico 105 ciclisti portarono a termine il percorso.

## Ordine d'arrivo (Top 10)
| Pos. | Corridore           | Squadra       | Tempo    |
| ---- | ------------------- | ------------- | -------- |
| 1    | Alessandro Petacchi | Lampre        | 4h53'00" |
| 2    | Alberto Loddo       | Androni Gioc. | s.t.     |
| 3    | Fabio Sabatini      | Liquigas      | s.t.     |
| 4    | Mattia Gavazzi      | Colnago       | s.t.     |
| 5    | Oscar Gatto         | ISD-Neri      | s.t.     |
| 6    | Enrico Rossi        | Cer. Flaminia | s.t.     |
| 7    | Giorgio Brambilla   | De Rosa       | s.t.     |
| 8    | Claudio Cucinotta   | De Rosa       | s.t.     |
| 9    | Andrea Piechele     | Carmiooro     | s.t.     |
| 10   | Alessandro Maserati | Cer. Flaminia | s.t.     |